# Bolognano
Bolognano är en ort och kommun i provinsen Pescara i regionen Abruzzo i Italien. Kommunen hade 1 084 invånare (2018).